# Hesar Tarmani
Hesar Tarmani (perski: حصارترمني) – wieś w Iranie, w ostanie Azerbejdżan Zachodni. W 2006 roku liczyła 21 mieszkańców w 5 rodzinach.